# شقران نيفادي
شقران نيفادي (الاسم العلمي:Puccinia nevadensis) هو نوع من الفطريات يتبع جنس الشقران من الفصيلة الشقرانية.